# قازانوقة إسماعيل بك
 قازانوقة إسماعيل بك زعيم من كبار الزعماء والقادة الشراكسة المجاهدين في منطقة الكوبان (غرب القفقاس). أعتبر الرئيس الأعلى للشراكسة حوالي عام 1862م في زمن تخلى فيه الجميع عن مساعدة الشراكسة وخاصة العثمانيين والإنجليز. أستطاع الأمير قازانوقة تشكيل حكومة شعبية شركسية وشرع في جمع القوات الشركسية وتركيزها حول مدينة طوابسة مركز قيادته مستعينا ببعض الضباط البولونيين والفرنسيين والجنودالأتراك بصفتهم الشخصية. شرع قازانوقة يهاجم القوات الروسية بقصد الدخول في مناطق المتنازع عليها مع الروس لدعوة الشراكسة فيها للتجنيد والانضمام لقواته العسكرية، واستمر على ذلك حتى عام 1863م. قامت القوات الروسية المحتلة في عام 1864م بهجوم عسكري كبير وبقوة عسكرية ضخمة ومن اتجاهات مختلفة حيث تحركت بعض قواتهم للهجوم على الشراكسة من سواحل البحر الأسود إلى داخل البلاد شرقا، وتحركت قوات أخرى من جهة نهر الكوبان في الشمال متجهة نحو الغرب والجنوب، وتصدت لقوات الشركسية بقيادة قازانوقة إسماعيل لهذه الهجمات. جرت آخر المعارك مع قوات الروسية في منطقة البحر الأسود قرب مدينة مايكوب في وادي خودز وفي بلدة تسمى (بلدةآخجب) في منطقة جبلية وعرة بتاريخ 11 مايو 1864.